# Jorge Abelardo Ramos
Jorge Abelardo Ramos (Buenos Aires, 1921-1994) foi um político, historiador e escritor argentino, criador do Partido Socialista de la Izquierda Nacional (PSIN) . Teve influência intelectual na Argentina, Uruguai, Bolívia e Chile. Escreveu numerosos livros e ensaios sobre política, história e literatura. Foi embaixador argentino no México por designação do presidente Carlos Saúl Menem entre 1989 e 1992 . De volta a seu país dedicou-se à criação de uma Área Cultural do Mercosul até seu falecimento.

## Biografia
Por sua pele alva que se avermelhava facilmente lhe deram o apelido de El Colorado. Na adolescência teve uma militância anarquista (tanto seu avô, como seu pai, Nicholas Ramos, eram anarquistas).Influenciado pela atmosfera familiar e pela leitura do escritor anarquista espanhol residente no Paraguai, Rafael Barret. Participou em meados dos anos trinta, de uma grande greve de estudantes do ensino médio que o levou a ser expulso do Colégio Nacional de Buenos Aires. Era a época da história argentina conhecida como a Década Infame: um período de fraudes eleitorais, de predominio conservador e de influencia econômica do Reino Unido .
Logo depois passou a frequentar os primeiros grupos trotskistas de Buenos Aires , como o  Grupo Operário Revolucionário (GOR), juntamente com Liborio Justo e outros . 
A influência do pensamento de Trotsky, especialmente a partir de sua produção ligada à realidade da América Latina, será crucial para este despontar da esquerda pouco numerosa, mais tarde definido como nacional em oposição à esquerda estalinista, reconhecer o caráter revolucionário do nacionalismo dos países semi-coloniais (ou dominados pelo imperialismo do século XX). Ramos foi um dos pilotos mais lúcidos e determinados políticos dessa linha na Argentina.
Seu trotskismo é formado com base em suas interpretações dos diálogos entre Trotsky e Mateo Fossa - como sua teoria sobre o que convencionou chamar de  “Esquerda Nacional”: se chega por esse caminho ao carácter revolucionário do nacionalismo dos países atrasados. Um nacionalismo de vasto alcance, latinoamericanista misturado com palavras de ordem de Trotsky como a dos “Estados Unidos Socialistas da América Latina”,  com fortes influências de Manuel Ugarte especialmente da “La Patria Grande”, e dos escritos de Marx sobre questões coloniais. Assim considerando desde a perspectiva da “Esquerda Nacional” a Argentina dependente como semicolonia ou diretamente como colonia.
No entanto, o evento crucial histórico marcará a ferro e fogo aqueles que, como Jorge Abelardo Ramos, tentaram trazer à esquerda a um  não-alinhamento com o que tradicionalmente fora colonizado pelo sistema cultural da época, os levou ao peronismo em 1945. Para tornar claras as suas diferenças com o Partido Socialista tradicional e com o Partido Comunista, Ramos apoia o movimento nacionalista e popular liderado por Juan Domingo Perón. Aurelio Narvaja intelectual que foi uma referência durante as etapas iniciais da “Esquerda Nacional” aparece naqueles dias como um observador inteligente da realidade nacional que revela a natureza avançada do peronismo e a participação operária no 17 de Outubro. Isto significou neutralizar a abordagem pseudo-científica dos estalinistas .
Narvaja liderava neste momento um pequeno grupo chamado “Frente Obrero”, enquanto que paralelamente 'Jorge Abelardo Ramos publicava a revista “Octubre”. Estes dois grupos observaram que tinham algo em comum o apoio ao peronismo, mas um apoio crítico e independiente, e isto vai constituir un momento chave para a conformação de uma identidade com tinturas bem particulares que acabarão por caracterizar esta nova esquerda. Em 1954, com o apoio de setores que saem do Partido Socialista e setores do trotskismo, Ramos participará da fundação do Partido Socialista da Revolución Nacional (PSRN), pretendendo o converter no partido revolucionário da ala proletária peronista (un dado revelador é que com a queda de Perón en 1955, este partido, e o partido peronista foram os únicos colocados fora da lei pelos “democratas”). 
Durante os dois governos de Perón Jorge Abelardo Ramos se dedicou ao jornalismo, mas também  escribió libros. Em 1949 surge o primeiro mas que ainda não expressava seu pensamento mais acabado, América Latina: um país. Ainda assim este trabalho representou un avanço muito importante da sua concepção revolucionária para a região, já que concebe a libertação da América Latina como un proceso integral. Sua visão acabada, despojada dos erros conceituais do primeiro texto, pode ser vista na "História da Nação Latinoamericana" (1968). Neste se manifiesta sua concepção da necessidade de fundir o marxismo com o pensamento de Simón Bolívar através de um marxismo bolivariano. Durante o período peronista Jorge Abelardo Ramos escreveu uma crítica demolidora à cultura colonial predominante entre a classe média argentina: “Crisis y resurrección de la literatura argentina” (1954). E alguns anos depois da contrarrevolução de 1955 iniciada pelo nacionalismo católico e levada a diante pelos liberais, escreveu a comentada historia argentina em cinco volumes: “Revolución y Contrarrevolución en Argentina” (1957). 
Ao se iniciar a década de sessenta Jorge Abelardo Ramos, junto a Jorge Enea Spilimbergo, Fernando Carpio, Blas Alberti e um grupo de militantes funda o Partido Socialista de la Izquierda Nacional (PSIN), uma nova esquerda alternativa a os grupos existentes, tendo sua identidade expressada no livro “Clase Obrera y Poder” (1964)de Jorge Spilimbergo que expõem as teses fundamentais do que acreditavam ser un partido socialista independente com uma militância dentro do campo nacional e popular, ou seja identificado com aspectos do peronismo. Procurando articular a aliança entre a classe operária e a classe média. Em 1971, com a intenção de ampliar o PSIN se transforma em uma frente: A Frente de Izquierda Popular, com Jorge Abelardo Ramos como presidente e Jorge Enea Spilimbergo como secretario-geral. Este partido obterá nas eleições de setembro de 1973 900.000 votos.
O golpe de Estado e o início da mais sangrenta ditadura oligárquica na Argentina (1976-1983), aliado ao avanço mundial do que ficou conhecido como neoliberalismo, marcarão a fogo o futuro da FIP. Nos últimos anos da década de setenta e princípios dos oitenta as divisões internas produto das mudanças ocorridas no cenário político nacional e internacional levaram a fratura, ficando Jorge Abelardo Ramos a frente da FIP, enquanto  Jorge Spilimbergo organiza o Partido de la Izquierda Nacional (PIN)(1983). 
Na verdade Jorge Abelardo Ramos e sua fração concluíram com um profundo processo de virada político-ideológica que o conduziu de seu marxismo bolivariano  desembocando num nacionalismo com influências de direita. E daí sua manifestação política; a transformação da FIP no Movimiento Patriótico de Liberación (MPL) em meados de anos oitenta. E culmina quando este novo partido se coloca a apoiar incondicionalmente o governo de Menem, até se dissolver no pior peronismo, aquele que de nacionalista passa a ser neoliberal, uns dias depois da morte de seu fundador. 

## Obras de Abelardo Ramos
- América Latina, un país - (1949) [10]
- Historia política del ejército argentino- (1949) [10]
- Crisis y resurrección de la literatura argentina - (1954) [10]
- De Octubre a Septiembre (1959) [10]
- Manuel Ugarte y la revolución latinoamericana - (1961) [10]
- El Partido Comunista en la política argentina - (1962) [10]
- Ejército y semicolonia - (1968) [10]
- Historia de la nación latinoamericana, dois tomos - (1968) [10]
- El marxismo de Indias - (1973) [10]
- Adiós al coronel - (1983) [10]
- Revolución y contrarrevolución en la Argentina, cinco tomos - (1983) [10]
- Introduccion a la América Criolla - (1985) [10]
- Breve Historia de la Izquierda en Argentina volume I e II - (1990) [10]
- La nación inconclusa - (1993) [10]
- Historia del estalinismo en la Argentina